# Opactwo Benedyktynów Göttweig

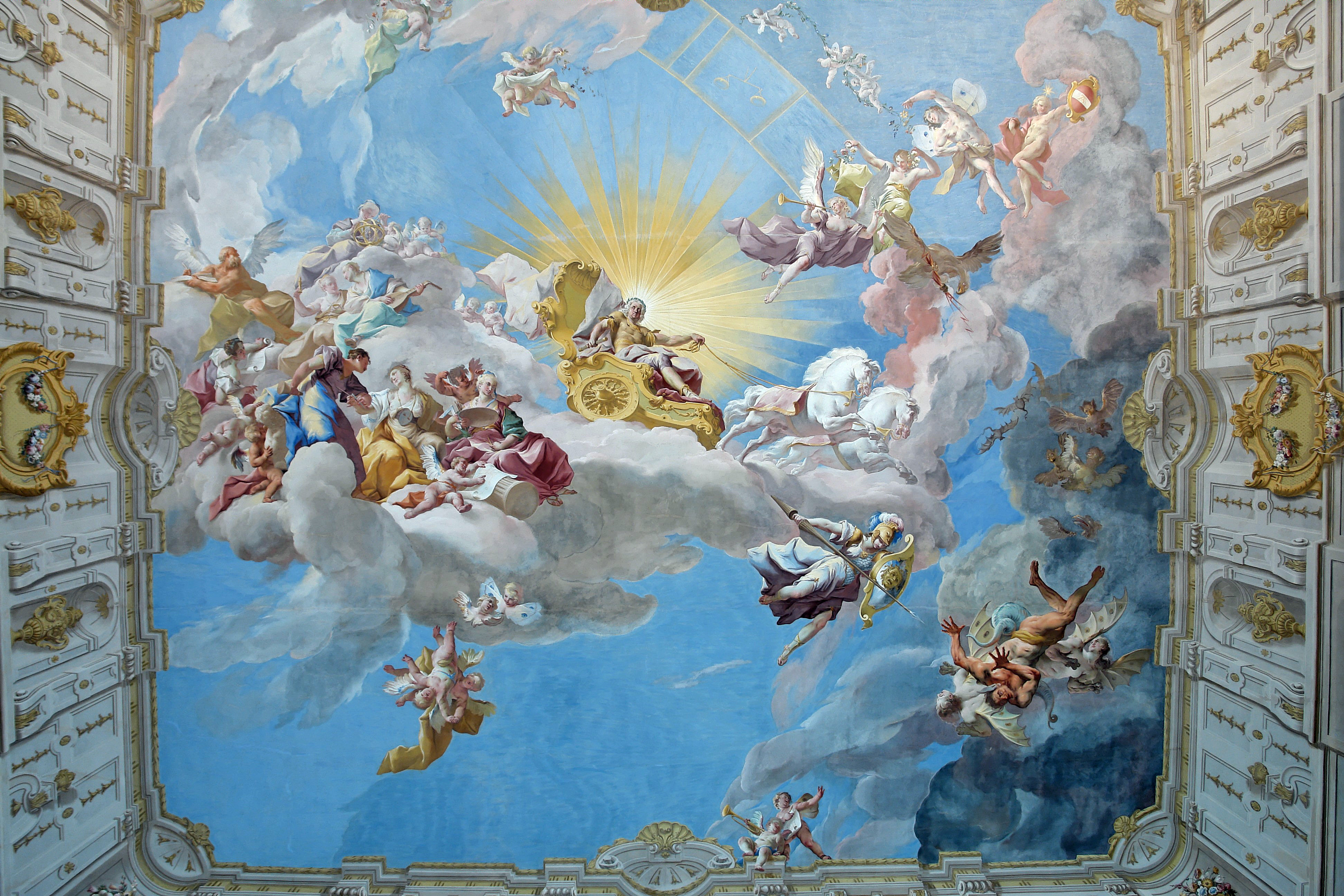
Paradna klatka schodowa z freskiem pt. Apoteoza Karola VI pędzla Trogera z 1739)

Opactwo Benedyktynów Göttweig – opactwo założone w 1083 przez biskupa Altmanna i zakon augustianów, od 1094 r. do dziś należące do zakonu benedyktynów, położone  na wzgórzu wysokości 449 m n.p.m. pomiędzy miejscowościami Furth bei Göttweig a Paudorf, na południe od Krems w Dolnej Austrii. 

## Historia opactwa

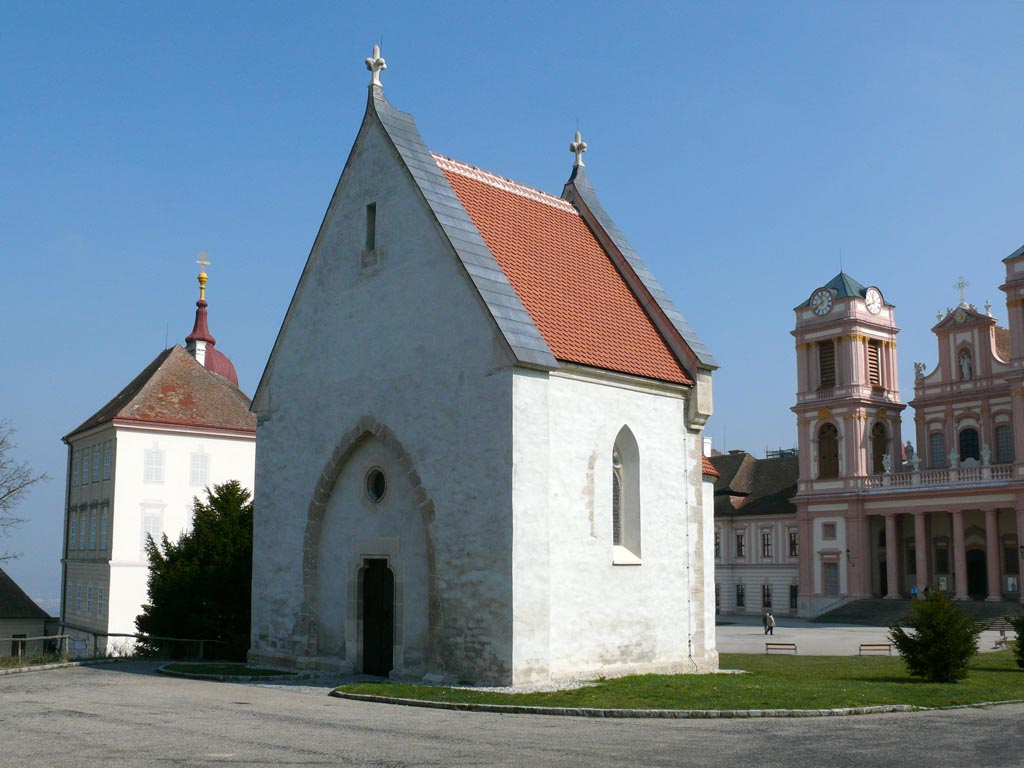
Kaplica pw. św. Erentrudy z 1072

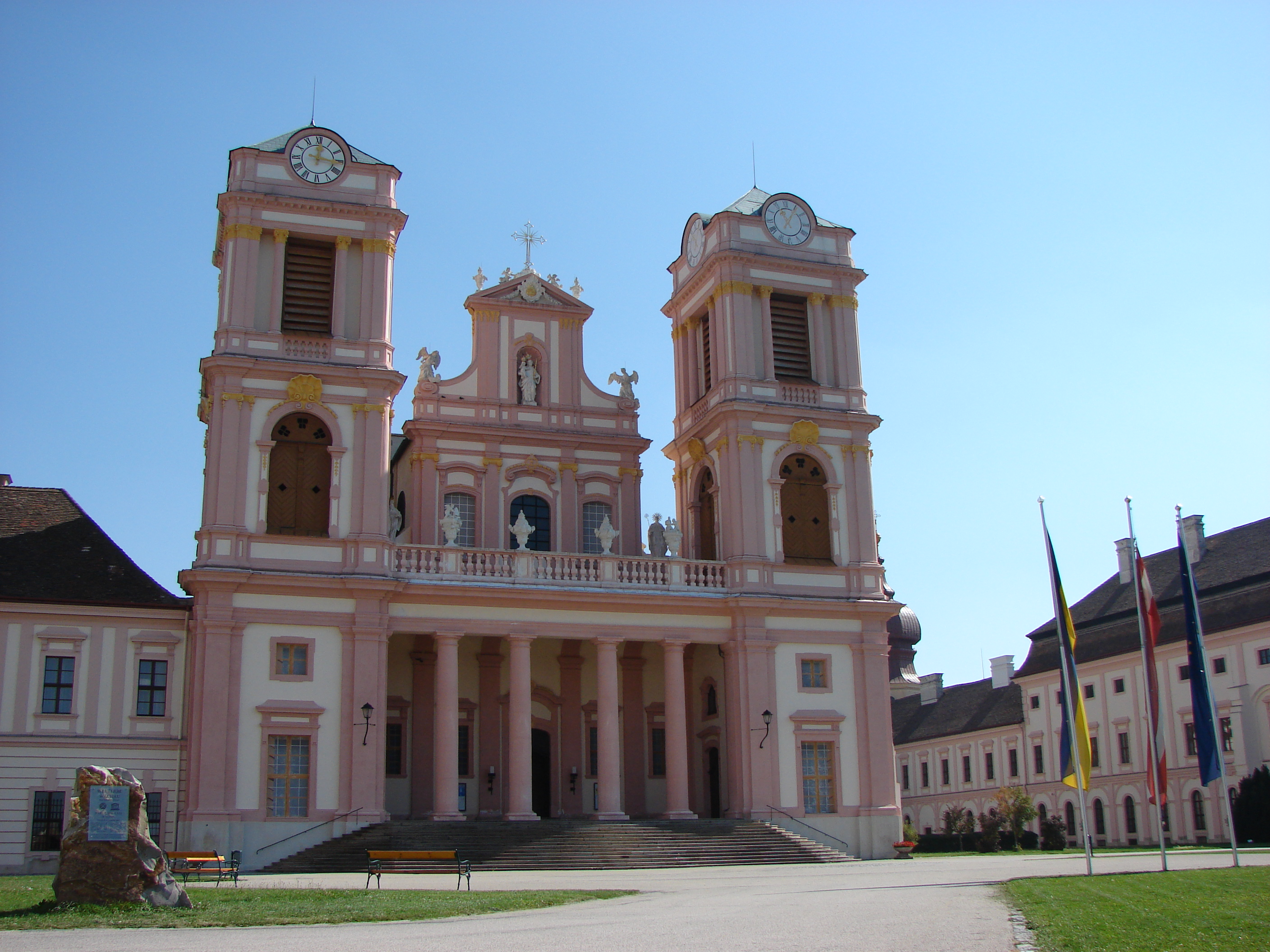
Kościół klasztorny

Opactwo powstało w średniowieczu, zostało w znacznym stopniu zniszczone przez pożar w 1718, co wymusiło odbudowę całego kompleksu, przeprowadzoną przez architekta Lucasa Hildebrandta (autora wiedeńskiego pałacu Belweder) w okresie 1720-1740 r., w stylu baroku. 

## Główne zabytkowe obiekty klasztoru
- Kościół klasztorny, zbudowany pierwotnie w 1083, przebudowywany. Częściowo gotycki (np. prezbiterium) z bogatym wystrojem barokowym. Dostępne są krypty świątyni, z okresu romańskiego, gdzie m.in. eksponowany jest bogato zdobiony sarkofag z 1688 r. ze szczątkami biskupa Altmanna oraz Pietà.
- Komnaty cesarskie wraz z paradną klatką schodową, udekorowaną m.in. wielkim plafonem pt. Apoteoza Karola VI pędzla Paula Trogera z 1739 r. Klatka schodowa uchodzi za jedną z ciekawszych w Europie[1].
- Muzeum sztuki i dziejów klasztoru.
- Romańska kaplica pw. św. Erentrudy z 1072, restaurowana w 1905 r.
- Fortyfikacje bastionowe

## Zbiory graficzne
Kolekcja graficzna opactwa powstała w pierwszej połowie XVIII wieku dzięki działalności opata Gottfrieda Bessela, który w czasie sprawowania swojego urzędu (1714-49) zakupił ponad 20 000 grafik, głównie pochodzących z terenów niemieckojęzycznych, Niderlandów i Italii. Utworzony przez Bessela kabinet grafik miał służyć celom pedagogiczno-wychowawczym, to znaczy kształtowaniu smaku młodych zakonników. Spektrum tematyczne kolekcji było bardzo szerokie. Najliczniej reprezentowane były przedstawienia świętych, tematy biblijne oraz portrety władców. W dalszej kolejności tematy mitologiczne, emblematy, weduty. Bessel nabył również sporą liczbę grafik przedstawiających architekturę i ornamenty, które były wykorzystane jako wzory podczas odbudowy opactwa po pożarze. 
Obecnie zbiory opactwa liczą ponad 30 000 grafik, co po Albertinie czyni z nich drugą pod względem wielkości kolekcją graficzną w Austrii. Większość obiektów pochodzi z czasów renesansu i baroku, jednak kolekcja stale powiększana jest o nowe obiekty, nabyte podczas aukcji lub pochodzące z darowizn. Można wśród nich znaleźć dzieła m.in. Rubensa, Rembrandta, Dürera i Cranacha. Od 2002 roku we współpracy z Uniwersytetem Dunajskim w Krems zbiory poddawane są digitalizacji i udostępniane online.